# بوب بروان
روبرت جيمس أو «بوب» براون (Bob Brown) هو سياسي أسترالي سابق وطبيب وناشط بيئي من مواليد الـ27 كانون الأول 1944. وهو عضو مجلس شيوخ سابق وزعيم برلماني عن حزب الخضر الأسترالي. أنتخب بروان لمجلس الشيوخ الاسترالي عن طريق حزب الخضر لتابع لولاية تاسمانيا. شارك لاحقاً مع السيناتوردي مارغريت من حزب الخضر لولاية شرق استراليا بتشكيل أول مجموعة من الخضر في مجلس الشيوخ الأسترالي بعد الانتخابات الفيدرالية عام 1996. وأعيد انتخابه في عام 2001 وعام 2007. وكان أول عضو مثلي الجنس بشكل علني في البرلمان الأسترالي، وكذلك أول رئيس عن حزب سياسي أسترالي مثلي الجنس بشكل علني أيضاً.
أثناء خدمتة في برلمان تاسمانيا، أدى براون
حملة ناجحة لزيادة كبيرة في المناطق البرية المحمية. وترأس حزب الخضر الأسترالي منذ تأسيسه في عام 1992 وحتى نيسان من عام 2012، وهي الفترة التي ارتفعت فيها نسبة الاقتراع لحوالي 10٪ على مستوى الولايات والحكومة الفدرالية (13,9٪ من أصوات الناخبين الابتدائي في عام 2010) بين عامي 2002 و 2004 وذلك عندما أستولت الأحزاب الصغيرة على ميزان القوى في مجلس الشيوخ، وتحول براون لسياسي معترف به. في أكتوبر عام 2003 كان براون موضع اهتمام وسائل الإعلام الدولية وذلك عندما أوقف من البرلمان لمقاطعته خطاب الرئيس الأميريكي جورج بوش الابن.
أستقال برون من منصبه كرئيس لحزب الخضر في الـ 13 من نسيان عام 2012 وعبر عن رغبتة بالاستقالة من مجلس الشيوخ في حزيران من ذلك العام والذي حصل في الـ 15 من حزيران عام 2012.

## حياتة والتحصيل العلمي
ولد بروان في اويرون في نيو ساوث وايلز ودرس الثانوية هناك. في سنته الأخيرة في المدرسة تم انتخابه كقبطان للمدرسة.التحق براون بعد تخرجه بكلية الطب في جامعة سيدني حيث حصل على بكالوريوس الطب والجراحة.

## مشواره المهني قبل الحياة البرلمانية
مارس بروان الطب لفترة في مستشفى كانبيرا الملكي. خلال فترة عمله في المستشفى أخذ مع غيره من كبار العاملين في المجال الطبي موقفا سلميا رافضاً من خلاله المصادقة على أهلية الشبان الذين لا يرغبون في القتال في حرب فيتنام لكي لا يرسلوا للتجنيد. بعد ذلك عمل كطبيب مقيم في مشفي داروين ومشفى أليس سبرينغز. في أخر مناصبه التقى جون هوكينز، وهو طبيب جراح الذي كان يقود القوارب في الأنهار في ولاية تسمانيا. سافر بروان عد ذلك إلى لندن في عام 1970، عمل في مستشفى هونسلو كوتاج ومستشفى سانت ماري أبوت في ساوث كنزنغتون في لندن. وكان طبيب مقيم في الخدمة في مستشفى سانت ماري أبوت عندما أحضر جثة جيمي هندريكس للمشفى. أنتقل بروان إلى تاسمانيا في عام 1972 وعمل كطبيب ممارس في لاونسستون. وسرعان ما انخرط في الحركة البيئية للدولة هناك، ولا سيما حملة إنقاذ بحيرة بيدر. وبحلول عام 1972، أصبح عضوا في المجموعة تاسمانيا المتحدة التي شكلت حديثا، أول حزب للخضر في أسترالي. في عام 1976 صام بروان لمدة أسبوع على قمة جبل مت ويللينغتون أحتجاجاً على وصول حاملة الطائرات الأميريكية يو إس إس إنتربرايزالتي تعمل بالطاقة النووية إلى ميناء هاربارت.

## سياسة الدولة
في عام 1978 عين بروان مدير لجمعية الحياة البرية في تاسمانيا. في أواخر السبعينات برز كقائد لحملة لمنع بناد سد فرنكلين، الذي كان له أن بغرق وادي النهر من خلال مشروع للطاقة كهرمائية. وكان براون من بين 1500 شخص اعتقلوا بينما كانوا يحتجون خلال الحملة. قضى بعد ذلك 19 يوما في سجن ريسدون هوبارت. في يوم الإفراج عنه في عام 1983، أصبح عضوا في  مجلس النواب تاسمانيا عن مقعد دينيسون بعد استقالة النائب الديمقراطي نورم ساندرز. انتخب براون ليحل محله لاحقاً. تكللت حملة فرنكلين بالنجاح بعد تدخل الحكومة الإتحادية لحماية نهر فرانكلين في عام 1983.
خلال فترته البرلمانية الأولى قدم براون مجموعة واسعة من المبادرات والتي تشمل حرية الحصول على المعلومات، والموت بكرامة، وتخفيض رواتب البرلمانية، وإصلاح قوانين مثلي الجنس، الدفاع عن تاسمانيا بدون نووي. وقد تم التصويت بالرفض في عام 1987 لمشروع قانون لحظر الأسلحة النصف آلية الذي تبناه من قبل الحزب الليبراري وحزب العمال في جمعية مجلس النواب تاسمانيا، بعد تسع سنوات قبل مذبحة بورت آرثر أسفرت عن نجاح محاولة الليبرالي الاتحادي لتحقيق نفس النتائج.
في عام 1989نظام تمثيل نسبي الانتخابي في تاسمانيا لسمح للخضر بالفوز خمسة مقاعد أصل 35 في المجعية العامة في تاسمانيا وكان برون قاذد تلك المجموعة. وافق على دعم حكومة الأقلية بقيادة حزب العمل، على أساس اتفاق عتفاوضي (وقعه مايكل فيلد وبوب براون) الذي وافق على دعم المستقلين الأخضر للميزانية ولكن ليس اقتراح حجب الثقة، وبدوره وافق حزب العمال الاسترالى لتطوير أجراءات برلمانية أكثر انفتاحاً للتشاور بشأن التعيينات في الإدارات، وتوفير خدمة الأبحاث التشريعية، والمساواة في التوظيف البرلمانية وأجندة الإصلاح التي شملت تكافؤ الفرص وحرية الإعلام، وحماية المتنزهات الوطنية والكشف العلني عن العقود السلطة السائبة والإتاوات من شركات التعدين. هذا الاتفاق انهار بسبب قضايا الغابات في عام 1992. وفي عام 1993 استقال براون من مجلس النواب.
انتخب براون لمجلس الشيوخ الأسترالي لتسمانيا في عام 1996، وكان صوت متكلم صريح معارض لحكومة المحافظين بقيادة جون هوارد، خاصة فيما يتعلق بالقضايا البيئية وحقوق الإنسان، بما في ذلك القضايا الدولية مثل التيبت وتيمور الشرقية وبابوا الغربية. وقدم أيضا مشاريع قوانين للإصلاح الدستوري، وحماية الغابات، ومنع إلقاء النفايات المشعة، إلى حظر إصدار الأحكام الإلزامية من أطفال السكان الأصليين، لحظر استخدام القنابل العنقودية ولخفض الاحتباس الحراري.
في الانتخابات الاتحادية 2001 أعيد انتخبه براون لمجلس الشيوخ مع زيادة كبيرة في التصويت، وكان صريحا في انتقاد رفض رئيس الوزراء جون هوارد للسماح 438 من طالبي اللجوء (ومعظمهم من أفغانستان) للهبوط على جزيرة عيد الميلاد بعد أن تم إنقاذ قاربهم من الغرق في المحيط الهندي.
وكان براون عالي الصوت ولا سيما في معارضته لمشاركة أستراليا في غزو العراق عام 2003 وبات من المسلم به كصوت رائد لحركة السلام المناهضة للحرب. عندما زار الرئيس بوش كانبيرا في 23 تشرين الأول عام 2003، تدخل براون والسناتور كيري نيتل خلال خطابه أمام جلسة مشتركة لمجلسي البرلمان. خلال خطاب بوش ارتدى براون ونيتل علامات تشير إلى ديفيد هيكس وممدوح حبيب، (أطلق سراح حبيب في وقت لاحق دون تهمة وهيكس خدم بالسجن لتقديم دعم مادي للإرهاب) اثنين من المواطنين الأستراليين المحتجزين في خليج غوانتانامو في كوبا، في ذلك الوقت، بعد إلقاء القبض عليهم من قبل قوات الولايات المتحدة في أفغانستان. قبل بوش المداخلات بروح الدعابة ولكن رئيس مجلس النواب، ونيل أندرو سمى رسميا  براون نيتل. وهذا يعني منعهم رسيماً من المشاركة بمهام البرلمان لمدة 24 ساعة وذلك منعهم بالتالي من التواجد خلال خطاب مماثل من الرئيس الصيني هو جينتاو في اليوم التالي. بعد الخطاب، ومع ذلك، صافح براون بوش.
عارض براون تعديلات حكومة هوارد على قانون الزواج في عام 2004، مشيرا إلى أن «هاورد يجب أن بسترخي ويقبل زواج المثليين الجنس كجزء من مستقبل النسيج الاجتماعي».
انتخب براون رسميا كأول زعيم البرلماني الاتحادي من الخضر في 28 نوفمبر 2005، بعد ما يقرب من عشر سنوات من الخدمة والقائد الفعلي منذ انتخابه لمجلس الشيوخ في عام 1996.
في شباط 2007  ردت حكومة ولاية تسمانيا والحكومة الاتحادية الأسترالية عن طريق تغيير نص اتفاق غابة الإقليمية للدولة. بنود جديدة تجعل من الواضح أن كلمة «الحماية» تتعلق فقط إلى ما إذا كانت كل من الحكومتان اعتبرت الأنواع التي يتعين حمايتها بدلا من معنى للكلمة التي تستند إلى أدلة فعلية.
اعيد انتخاب بروان في عام 2007 في الانتخابات الاتحادية. بعد ذلك دعى برون رئيس الحكومة كيفن رود للتقليل انبعاثات ثاني أوكسيد الكربون وحضه على الأعلان عن مستويات الكربون في الاجتماع المرتقب آن ذلك في للأمم المتحدة بالي بخصوص تغير المناخ. 

## حياته الخاصة
في مقابلة صحيفة في عام 1976، أعلن براون أن لديه شريك مثلي الجنس لتسليط الضوء على التمييز ضد المثلية وتشجيع إصلاح القوانين باعتبار المثلية جريمة في ولاية تسمانيا في ذلك الوقت.
يعيش برون حالياً في سيغنيت، تسمانيا مع شريكه منذ فترة طويلة، بول توماس، وهو مزارع وناشط.
أسس براون في عام 1990، من صندوق الأسترالي للتراث الحرجي، وهي منظمة بيئية غير ربحية مكرسة لشراء والحفاظ على المناطق الحرجية الأسترالي. وكان رئيس المنظمة حتى عام 1996. وفي 20 مارس 2011 تبرع براون بـ (35 فدان) 14 هكتارا وبيت كان يملك منذ 38 عاما للصندوق. تقع المنشأة على بعد 47 كيلومترا (29 ميلا) إلى الجنوب الغربي من ونسيستون، تاسمانيا، في وادي ليفي.
في يوليو 2012، أدخل بوب براون في قاعة المشاهير في ثانوية كوفس هاربور، حيث أمضى جزءا كبيرا من السنوات الدراسية هناك.

## مؤلفاته
Brown has published several books including Wild Rivers (1983), Lake Pedder (1986), Tarkine Trails (1994), The Greens (1996) (with Peter Singer), Memo for a Saner World (2004), Valley of the Giants (2004), Tasmania's Recherche Bay (2005), Earth (2009) and In Balfour Street (2010). In 2004 James Norman published the first authorised biography of Brown, entitled Bob Brown: A Gentle Revolutionary.

## الجوائز
- The Australian newspaper 'Australian of the Year' (1983)[6]
- IUCN Packard Award (1984)[7]
- UNEP Global 500 Roll of Honour (1987)[8]
- Goldman Environmental Prize (1990)[9]
- MAPW Distinguished Physician Award (1990)[10]
- BBC Wildlife magazine 'World's Most Inspiring Politician' (1996)[11]
- National Trust Australian National Treasure (1998)
- Rainforest Action Network Environmental Hero (2006)[12]
- Australian Peace Prize (2009)[13]
- Australian Humanist of the Year (2010)[14]